# Knochen (Werkzeug)

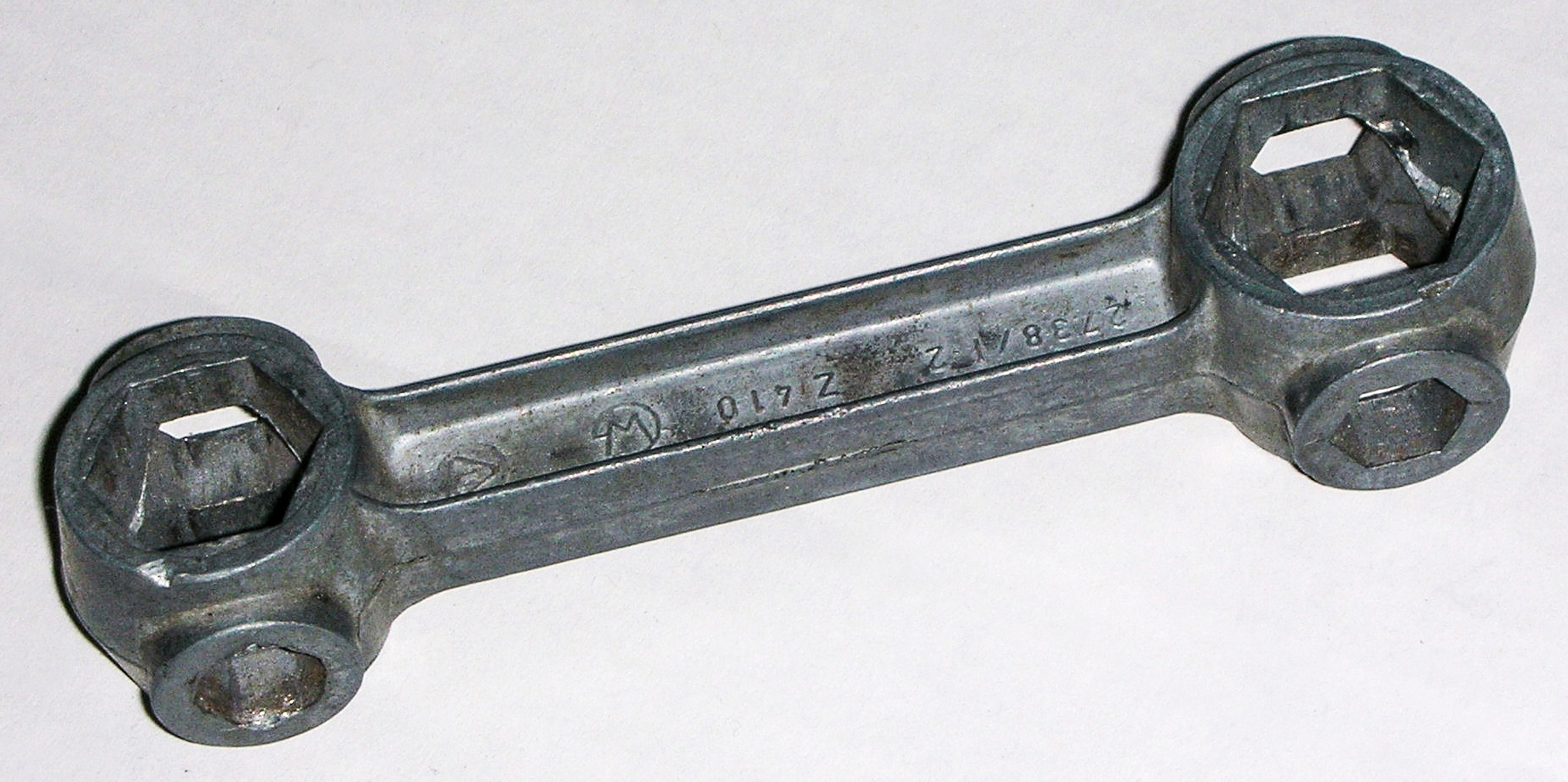
Knochen

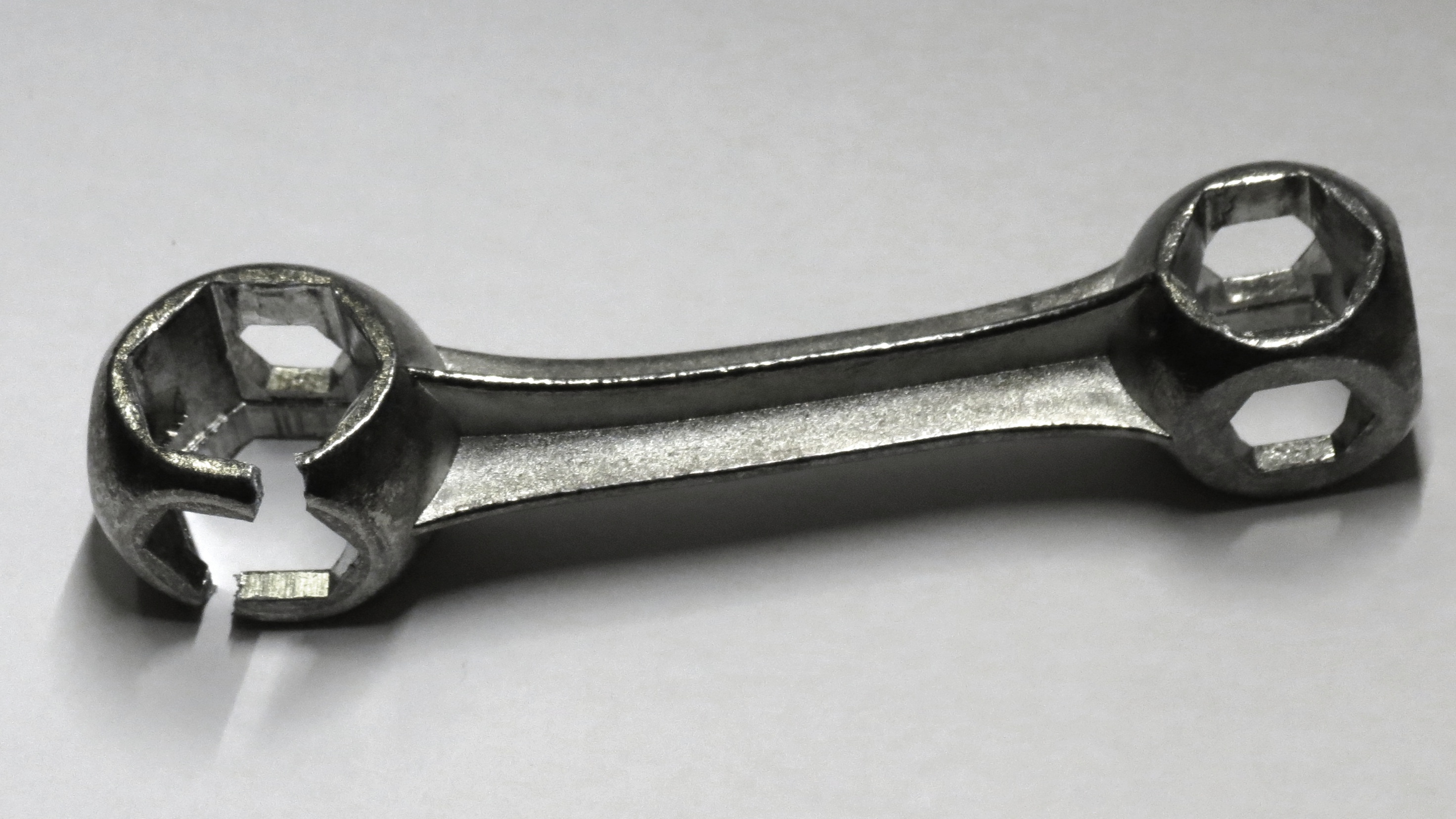
Materialbedingt (Aluminiumguss ist relativ spröde) hält der Knochen keine sehr hohen Belastungen aus

Knochen (auch Knochenschlüssel oder Zehnlochschlüssel) ist u. a. der umgangssprachliche Ausdruck für ein kompaktes Werkzeug aus der Kategorie der Schraubenschlüssel. Der in der Regel aus einer Aluminiumgusslegierung gefertigte Schüssel hat in etwa die Konturen eines Röhrenknochens (Hundeknochen), woher der Name kommt. Ein etwas schmalerer Steg endet an beiden Seiten in Köpfen mit meist sechskantigen Aussparungen unterschiedlich großer Schlüsselweiten. So können Sechskant-Schrauben oder Muttern in bis zu zehn Größen gedreht werden (i. d. R. SW 6–SW 15). Bis in die 1990er Jahre hinein war der Knochen wegen seines geringen Gewichts und seiner platzsparenden Vielseitigkeit als Fahrradwerkzeug verbreitet. Für moderne Fahrräder sind Knochen kaum mehr geeignet, da diese hauptsächlich Innensechskantschrauben verwenden. Stattdessen werden hier Multifunktionswerkzeuge verwendet.

## Trivia
Falzbeine, die in der Buchbinderei und in der Lederverarbeitung eingesetzt werden, heißen umgangssprachlich ebenfalls „Knochen“.